# Колфорд
Колфорд (на английски: Coleford) е малък град в западната част на област (графство) Глостършър, Югозападна Англия. Той е административен и стопански център на община Форест оф Дийн. Населението на града към 2009 година е 8666 жители.
Първите данни за селището са от 1225 година, под името „Colevorde“, като част от кралските ловни гори в географската местност Форест оф Дийн, дала името на сегашната община. Колфорд е издигнат в статус на град със специална харта издадена от крал Чарлз II през 1661 година.
Една от емблемите на града е часовниковата кула на централния площад, която е била камбанария на оригиналната енорийска църква, посветена на Св. Йоан. Църквата е била построена през 1821 година но е съборена само около 60 години по-късно тъй като се оказва, че не може да събере увеличаващото се с бързи темпове население на паството. Нова по-голяма сграда на храма е издигната на съседния хълм „Боуенс Хил“.

## География
Колфорд е разположен на около 12 километра северозападно от горната част на големия естуар на река Севърн, която е една от най-големите британски реки. Границата с Уелс е само на 4 километра в западна посока, а областният център Глостър се намира на около 25 километра в източно направление.